# اضمحلال بيتا المضاعف

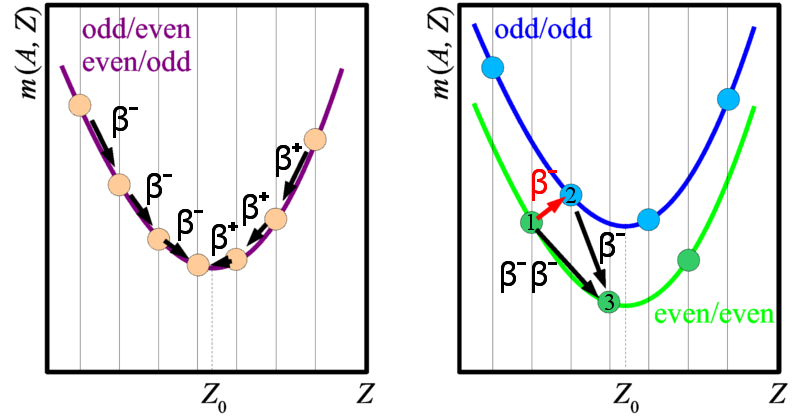
قطوع مكافئة كتلية لمتكاتلات زوجية العدد الكتلي (يمين) وفردية (يسار)

اضمحلال بيتا المضاعف أو إشعاع بيتا الثنائي عديم النيوترينو (بالإنجليزية Neutrinoless Double Beta Decay 0νββ) هو أحد أنواع الإشعاع النووي الصادر من النوى الغير مستقرة والذي تبعث فيه النواة المشعة جسيمي بيتا (إلكترونين) دفعة واحدة وبدون جسيمي النيوترينو المضادين (
ν
e anti-neutrinos of electron) والمرافقين للإلكترون.
إن نمط الإشعاع من نوع بيتا في الأنوية غير المستقرة يعتمد على النسبة بين عدد النيوترونات إلى البروتونات في النواة. فعند دراسة مجموعة من الأنوية المتكاتلة (isobars)، وهي نوى لعناصر مختلفة تتساوى في عددها الكتلي الناتج عن جمع عدد البروتونات إلى عدد النيوترونات في النواة، نجد أن هناك تفاوت في كتلها المقاسة، ذلك الفرق ناتج عن اختلاف مقدار طاقة الربط النووي بين مكونات نواة وأخرى. تسعى الأنوية الأثقل إلى لفظ جزء من طاقتها بإشعاع جسيم بيتا وجسيم اخر يُدعى النيوترينو الناتجين عن تحول نوع من النيوكليونات (بروتون أو نيوترون) إلى النوع الآخر للوصول إلى نسبة أفضل بين عدد النيوترونات إلى البروتونات، فتقل كتلتها وتصبح النواة نسبيا مستقرة أكثر، وبدورها تشع النواة الوليدة الطاقة بنفس الطريقة وصولا في نهاية الأمر إلى أعلى مستوى من الإستقرار يمكن الوصول إليه (أقل كتلة ممكنة) ضمن مجموعة الانوية المتكاتلة، وهي تلك النقطة في قعر القطع المكافيء الموضح في الصورة المرفقة جانباً.

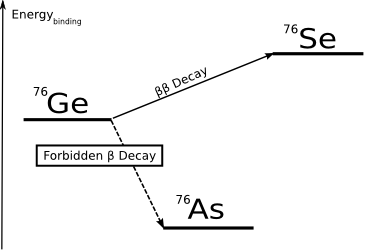
مثال: نواة الجيرمانيوم-76 هي نواة مشعة لجسيمي بيتا بدون نيوترينوات، نلاحظ في الرسم أن طاقة الربط للارسينيك-76 أقل منها للجيرمانيوم-76 فيمنع الإشعاع الأحادي ويسمح الإشعاع المزدوج الذي يولد نواة ذات طاقة ربط أعلى (أي أكثر إستقرارا) وهي نواة السيلينيوم-76

المتكاتلات الغنيات بالنيوترونات تضمحل بإشعاع بيتا السالب (نيوترون يتحول إلى بروتون وضديد نيوترينو) وهي الأنوية التي تكون على الجانب الأيسر من القطع المكافيء وصولا إلى أسفل المنحنى، في حين تضمحل الأنوية الأغنى بالبروتونات (تلك اللائي يقعن على الجهة اليمنى من القطع) بإشعاع بيتا الموجب (إطلاق البوزيترون وهو إلكترون موجب الشحنة) وجسيم النيوترينو، أو بالتقاط إلكترون من المدار الذري الأول. المتكاتلات الزوجية (ذوات العدد الكتلي زوجي) قد تحوي عددا زوجيا من البروتونات وزوجيا من النيوترونات أو عددين فرديين بحيث يكون المجموع عدد زوجي. ينتج عن ذلك وجود قطعين مكافئين يعلو القطع ذو الأعداد الفردية ذلك الآخر ذو الأعداد الزوجية، ما يجعل مسار عملية الإشعاع على القطع من الأعلى إلى الأسفل متعرجا.
تنبأت العالمة ماريا غوبرت-ماير Maria Goeppert-Mayer بظاهرة فريدة بني أساس تنبئها على مجموعة المفاهيم الانفة الذكر، فقد توقعت وجود أنوية تشع جسيمي بيتا في ان واحد وذلك عندما تكون كتلة النواة الناتجة من إشعاع بيتا-أحادي أكبر من كتلة النواة الأم، فتفضل النواة لفظ جسيمي بيتا ونيوترينويين (أو التقاط إلكترونين كما في بعض الأنوية الواقعة على اليمين من المنحنى). هذا النوع من الإشعاع أطلق عليه عام 1935م بإضمحلال بيتا المزدوج الاعتيادي Ordinary double-beta decay أو اختصاراً يُرمز له بالرمز 2νββ. انذاك كان العلماء يعلمون بوجود جسيم يدعى النيوترينو ذو كتلة صغيرة جدا ويتفاعل مع المادة عن طريق القوة الضعيفة فقط، لذلك يصعب جدا الكشف عنه. في عام 1937م عرض العالم الإيطالي إيتور مايورانا أن لا مانع نظريا إن لو حدث إشعاع بيتا مزدوج بدون نيوترينوات Neutrino-less double beta decay أو 0νββ كما في الإضمحلال التالي:
76Ge → 76Se + ββ (تمعن في الرسم التوضيحي الثاني)
إذ لن يتغير شيء في نتائج نظرية إضمحلال بيتا لو إفترضنا ان النيوترينو هو نفسه ضديد النيوترينو، بحيث ما إن ينبعثان سويا من النواة يمحقان annihilate أو أن النيوترينو المنبعث من نيكليون يتم امتصاصه من نيوكليون اخر، فلا يظهر لهما أثر؛ ما يعني أن الإشعاع حدث بدون وجود جسيمات النيوترينو وهو ما يعد انتهاك لمبدأ حفظ اللبتونات (عدد اللبتونات على يسار المعادلة يساوي عددها على اليمين؛ واللبتونات في مسألتنا هذه هي الإلكترونات والنيوترينوات (وأضدادهما)، بحيث يساوي العدد اللبتوني لجسيم إصطلاحا +1 ولضديده يساوي -1).
أطلق فيما بعد على كل الفيرميونات (جسيمات أساسية مثل الإلكترونات والبروتونات والنيوترونات وغيرها تكون مركبة غزلها في الإتجاه-z تساوي 1/2 مضروبة بثابت بلانك أو أحد مضاعفات تلك النسبة، وتخضع لتوزيع فيرمي-ديراك الإحصائي) التي تكون جسيماتها المضادة هي نفسها، بجسيمات مايورانا.
إن أهمية هذا التفاعل تكمن في أنه يمكِّن العلماء من الذهاب إلى ماهو أبعد من النموذج القياسي standard model في تحديد هوية النيوترينو، بل بالكشف عن هذا التفاعل يمكن تحديد كتلة النيوترينو بدقة أفضل من الطرق الأخرى، وبالتالي تفسير لماذا لا يعطي الهيغز بوزون كتلة كبيرة نسبيا للنيوترينو كتلك للإلكترون إذا كان أصلا مسؤول عن منح النيوترينو أي كتلة.
مضت 75 سنة وأكثر ولم يكشف عن هذا التفاعل بعد، والسبب هو طول عمر النصف لهذا النوع من الإشعاع، بحيث أن الحد الأدنى المتفق عليه لمتوسط عمر النصف للأنوية ال35 المعروفة بهذا النوع من الإشعاع طويل جدا يصل إلى 1018 سنة، وبالتالي فإن إضمحلال واحد قد لا يظهر في أجهزة الكشف التي تعتمد مبدأ العد نظرا لوجود خلفية إشعاعية في بيئة الكشف المخبري تخفي هذه القراءة. فهذه القياسات تمت بطرق جيوكيميائية لا نووية وفيها نسبة خطأ عالية، لذلك نقول الحد الأدنى ولا نحدد.
ذهب العلماء عميقاً في باطن الأرض في منشأة سانفورد التحت أرضية للبحوث وبعيدا عن كل الإشعاع الخلفي القادم من كل مكان في الكون، وقرروا استخدام كواشف الجيرمانيوم المثرى بنسبة 86% بنظير الجرمانيوم-76 المهم، بحيث يكون مصدر إشعاع بيتا المزدوج هو نفسه الكاشف النووي فلا تهدر القراءة ولا تتأثر بالمحيط. يتوقع العلماء في تجربة MAJORANA  أن يتمكنوا من قياس إضمحلالة واحدة كل 12 عاما!

## اقرأ أيضا
- تجربة سوبر كاميوكاندي
- تذبذب النيوترينو
- تجربة أطلس
- مكشاف مصادم فيرميلاب
- إشعاع شيرنكوف
- مصفوف عدادات الميون والنيوترينو بالقطب الجنوبي